# Efecto Cotton-Mouton
En óptica física, el efecto Cotton-Mouton se refiere a la birrefringencia en un líquido en presencia de un campo magnético transversal constante. Es un efecto similar, pero más fuerte que el efecto Voigt (en el que el medio es un gas en lugar de un líquido). El análogo eléctrico es el efecto Kerr. 
Fue descubierto en 1907 por Aimé Cotton y Henri Mouton, trabajando en colaboración. 
Cuando una onda linealmente polarizada se propaga perpendicular al campo magnético (por ejemplo, en un plasma magnetizado), puede volverse eliptizada. Debido a que una onda polarizada linealmente es una combinación de modos X y O en fase, y debido a que las ondas X y O se propagan con diferentes velocidades de fase, esto causa la eliptización del haz emergente. A medida que las ondas se propagan, la diferencia de fase (δ) entre EX y EO aumenta.